# Джон Сіммонс
Джон Сіммонс (англ. John Simmons, 1823, Бристоль, Велика Британія — листопад 1876, Бристоль, Велика Британія) — британський мініатюрист, аквареліст й ілюстратор, представник вікторіанського казкового живопису.

## Біографія
Сіммонс народився у Бристолі, більшу частину життя працював у Кліфтоні. У 1860-х роках почав створювати акварелі на модну у той час казкову тему. Серед найбільш популярних літературних сюжетів, які вплинули на формування цього напряму творчості Сіммонса та викликали у нього живий інтерес: п'єса Вільяма Шекспіра «Сон літньої ночі», «Королева фей» Едмунда Спенсера та «Викрадення пасма» Александера Поупа. Крім казкових сюжетів, він також писав портрети протягом 1850-х і 1860-х років. Він був обраний членом Бристольської академії витончених мистецтв у 1849 році. Художник помер у листопаді 1876 року, його поховали на цвинтарі Arnos Vale.
Художник відомий своїми ілюстраціями до п'єси Вільяма Шекспіра «Сон літньої ночі». Він був одним із кількох вікторіанських художників, які створили популярний тоді жанр «лісової ідилії» у своїх картинах на сюжети з життя фей. Часто мистецтвознавці відносять цих художників до прерафаелітів.
Нині казкові акварелі художника оцінюються на найбільших аукціонах у 31500-44000 доларів США. Значно нижче оцінюються його акварельні портрети (2000-3000 доларів США).

## Казковий живопис Сіммонса
Сіммонс найбільш відомий як фахівець у зображенні оголеної натури, яку він зазвичай включав у фантастичний пейзаж, який служив їй декоративним обрамленням, критики одностайно відзначали підкреслений еротизм його картин. Більшість картин Сіммонса прості за композицією та зазвичай зображують одну або дві фігури в обрамленні з листя (химерних квітів або заростей берізки). На картині «Сцена зі „Сну літньої ночі“» художник зобразив події Акту II (сцени 2). Сплячі Гермія (права частина) та Титанія (ліворуч) зображені в оточенні великої кількості інших персонажів, що є рідкістю для Сіммонса.
Героїня п'єси Шекспіра Титанія часто є персонажем його творів. Каталог аукціону Bonhams стверджує, що художник зображує «Королеву фей [Титанію] як стандарт вікторіанської жіночої краси». Однією з кращих картин художника вважається «Титанія», яка знаходиться у Міському музеї Бристоля, створена у 1866 році. На виставці вікторіанського казкового живопису у 1997 році у Королівській академії мистецтв ця акварель була визнана сучасними мистецтвознавцями однією з найцікавіших і найдосконаліших робіт свого часу.
Художник стирає межі між реальністю та мрією, він створює поетичне бачення п'єси Шекспіра. Bonhams цитує Шарлотту Гір, яка відзначає паралелі творчості Сіммонса з орієнталізмом і його складні стосунки з глядачем-вуаєристом. Картини на казкові сюжети дають сюрреалістичний ефект від вмілого використання світла та реалістичних деталей, які він використовує для зображення тварин і рослин. Серед інших картин Сіммонса на сюжети п'єси Шекспіра: «Гермія та феї» (1861), «The Honey Bee Steals from the Bumble Bees», «Вечірня зоря».
На думку Крістофера Вуда, експерта з вікторіанського образотворчого мистецтва, манера Сіммонса справила сильний вплив на Джозефа Ноеля Патона, Вільяма Едварда Фроста та Вільяма Етті.

## Галерея

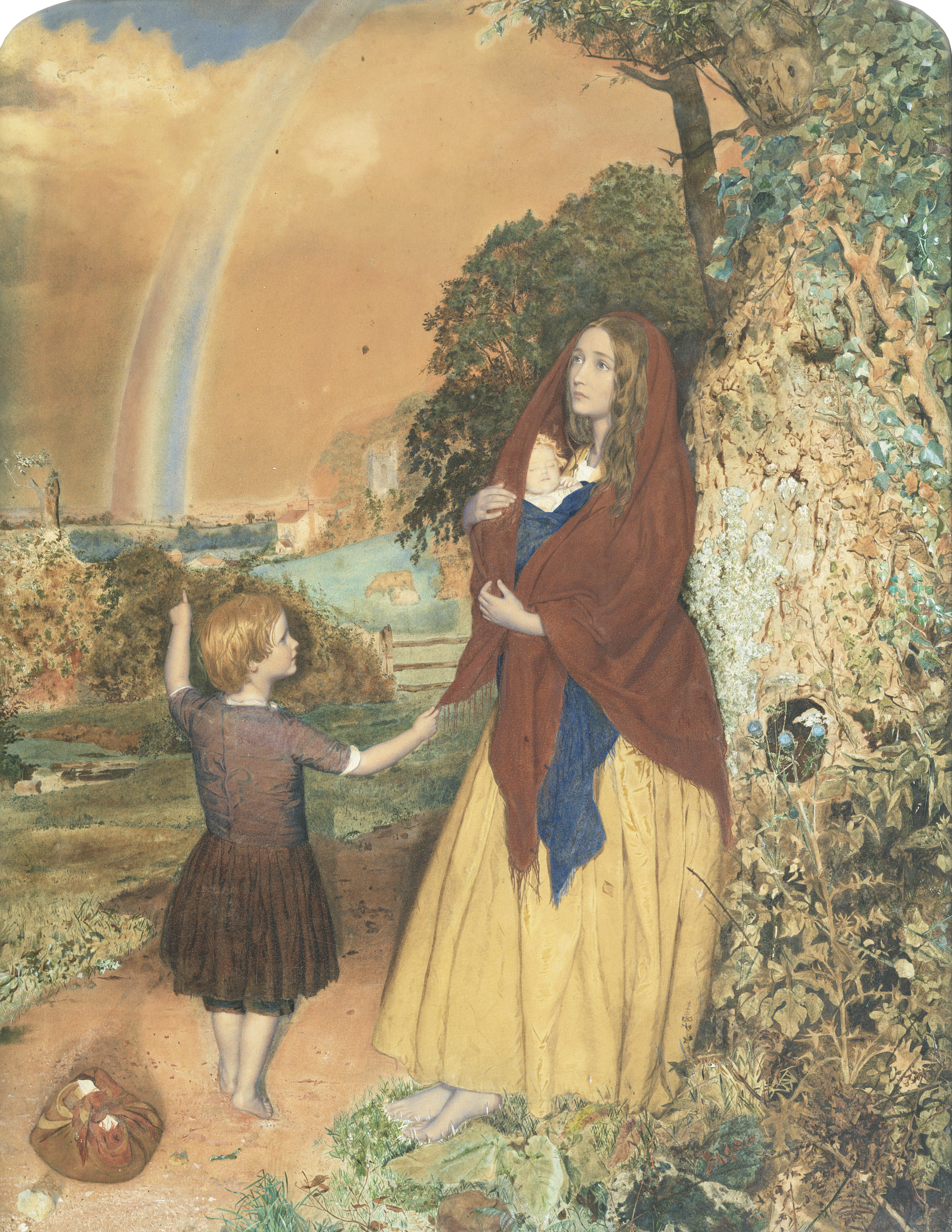
Джон Сіммонс. Найкращі часи попереду, 1854
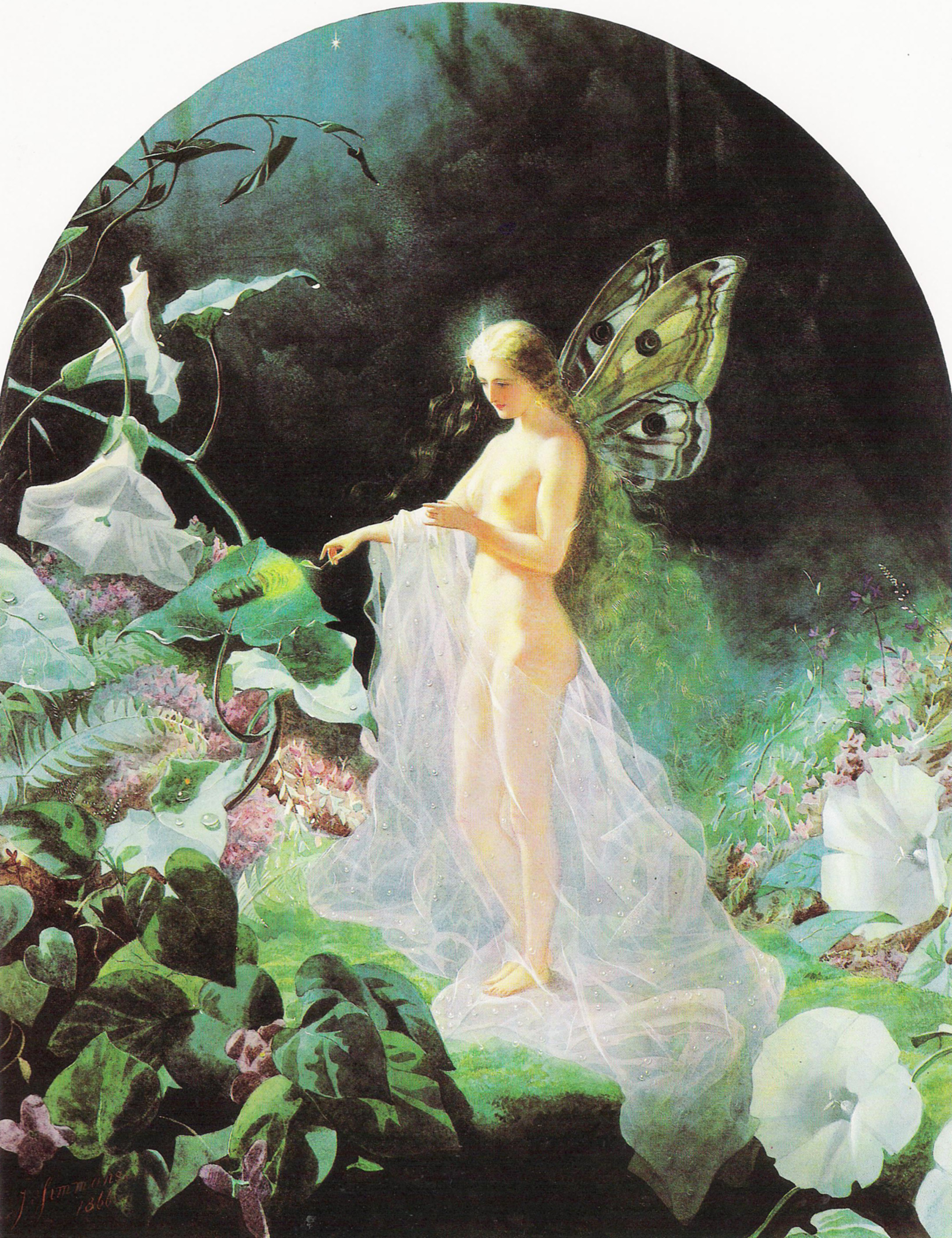
Джон Сіммонс. Титанія, 1866
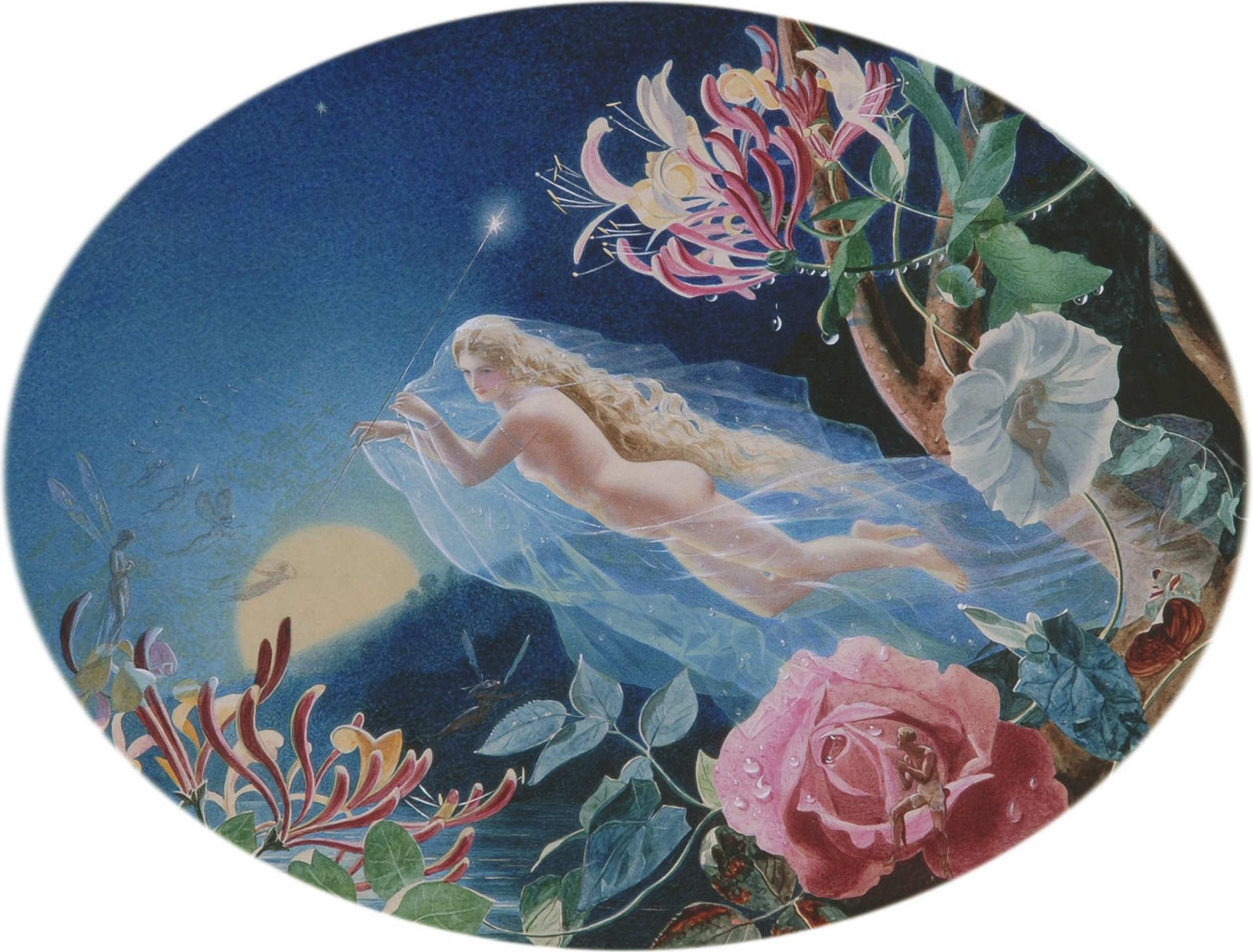
Джон Сіммонс. Ранкова зоря, 1867
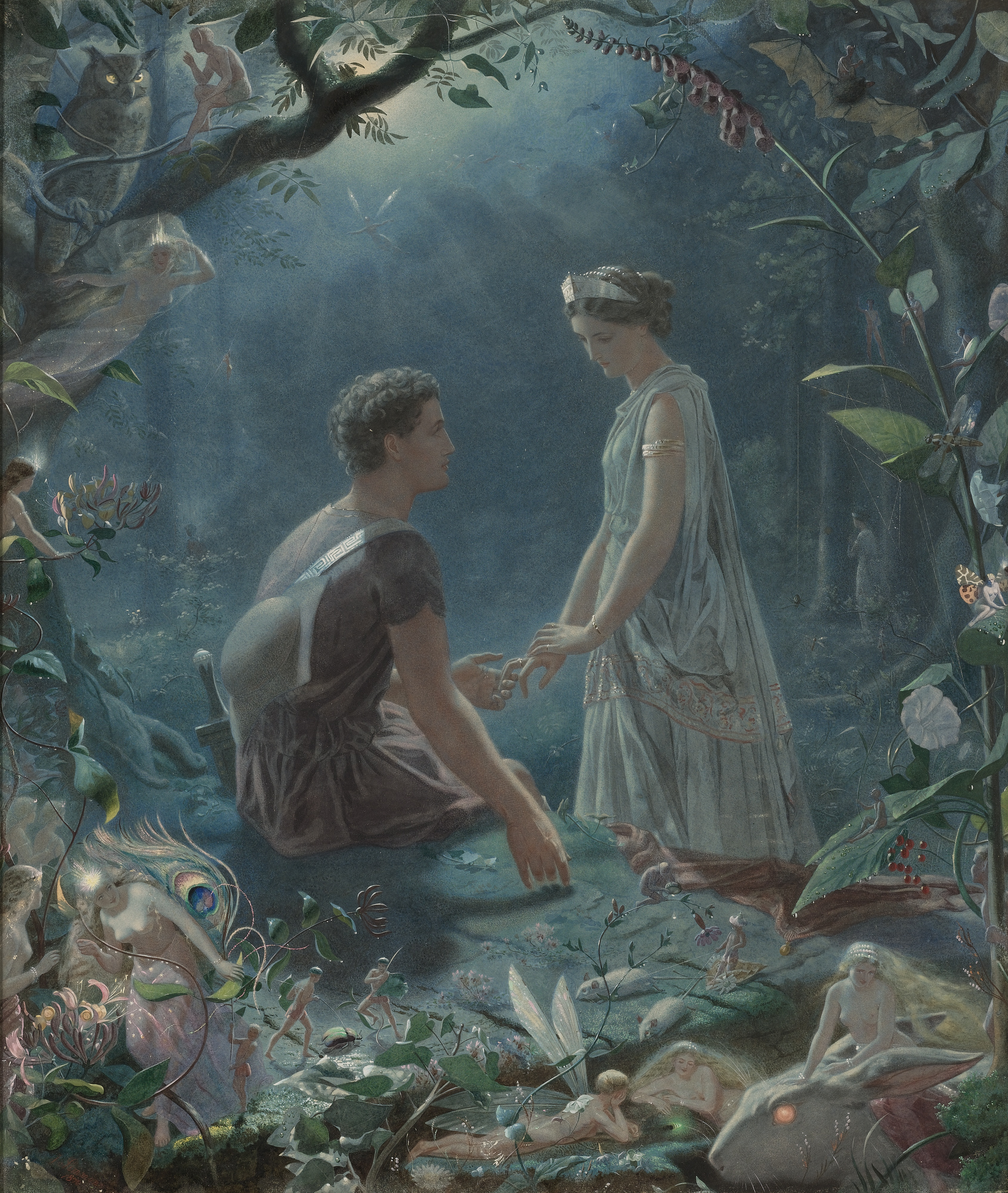
Джон Сіммонс. Гермія та Лісандр, 1870
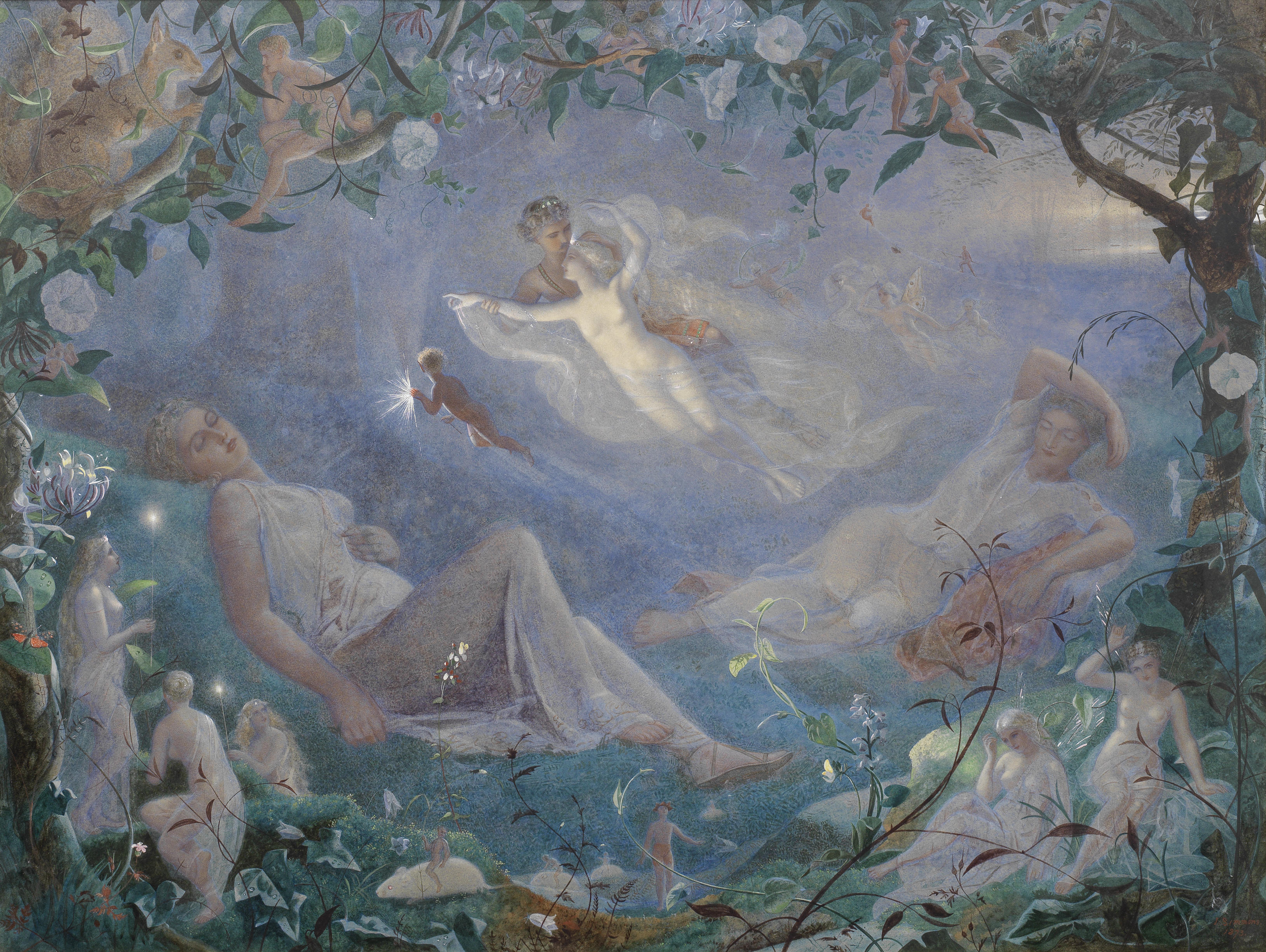
Джон Сіммонс. Сцена зі "Сну в літню ніч", 1873
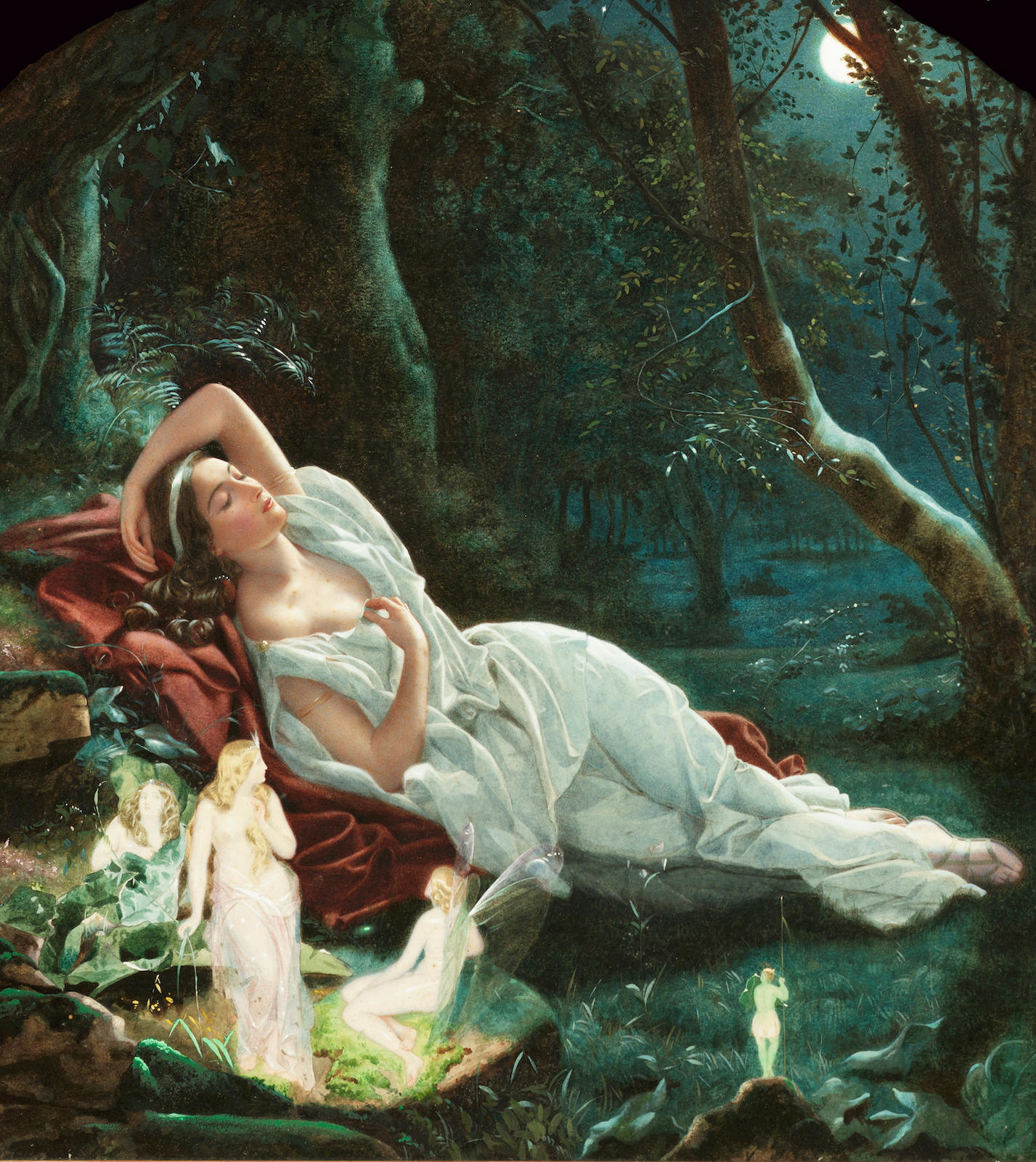
Джон Сіммонс. Сон Титанії у місячну ніч під захистом фей